# Jānis Petraškevičs
Jānis Petraškevičs (* 10. Februar 1978 in Riga) ist ein lettischer Komponist.

## Leben
Nach Violinunterricht 1985–1994 an der Emīls-Dārziņš-Musikschule in Riga studierte Jānis Petraškevičs 1994–1996 am selben Institut Komposition bei Ģederts Ramans. 1996–2003 setzte er das Studium bei Pēteris Plakidis an der Lettischen Musikakademie fort. 1998–1999 schloss er Studien bei Sven-David Sandström an der Königlich Schwedischen Musikakademie in Stockholm an, 2004–2007 folgte ein postgraduales Studium bei Ole Lützow-Holm an der Universität Göteborg. 2007–2014 absolvierte er ein musikwissenschaftliches Dissertationsstudium bei Jeļena Ļebedeva an der Rigaer Musikakademie. Mit seiner Arbeit zum Thema „Mehrdimensionalität in der Avantgardemusik der zweiten Hälfte des 20. Jahrhunderts (Kompositionstechniken von Boulez, Carter, Ferneyhough, Ligeti und Stockhausen)“ promovierte er 2014 zum Dr. phil.
Für seine Werke erhielt er zahlreiche Preise und Förderungen, so u. a. den 1. Preis beim Wettbewerb der Association of Baltic Academies of Music in Hamburg für et la nuit illumina la nuit (2003), das Stipendium der Carl-Larsson-Stiftung (2006) und den lettischen Großen Musikpreis für Darkroom (2014). Neben seinem kompositorischen Schaffen ist Petraškevičs in verschiedenen Funktionen aktiv. 2011–2017 war er Lektor für zeitgenössische Musik an der Jāzeps-Vītols-Musikakademie, seit 2017 ist er dort Dozent für Komposition. Gemeinsam mit  Rolands Kronlaks und Guntars Prānis kuratierte er 2016/2017 die Ausstellung „Transcribed Sound“ zur Notationsgeschichte. Als Autor schrieb er für mehrere Zeitschriften, u. a. Mūzikas Saule und Rīgas Laiks. Die Hauptverlage seiner Werke sind Edition Gravis und Musica Baltica. Jānis Petraškevičs lebt in Riga.

## Werke (Auswahl)

### Orchesterwerke
- Distance(s) für 20 Streicher op. 4 (1999)
- Translated into the Language of Memory (Reading the Silence) für großes Orchester (2006–2007)
- Dead Wind für großes Orchester (2017–2018)[5]
- Echoing Distances. Kammersinfonie für 34 Instrumente und Schlagzeug solo (2018–2020)
- Long Walks für Klarinette und Orchester (2021)

### Ensemble
- Arktos für sieben Instrumente (2000–2002)
- trop proche / trop loin für kleines Orchester (15 Spieler) (2001–2002)
- Mezzogiorno für Ensemble (12 Spieler) (2004–2005)
- Darkroom. Ein Fantasiestück für Ensemble (15 Spieler) (2012)

### Duo, Kammermusik
- et la nuit illumina la nuit. Recitativi ed ariosi per clarinetto in La, viola e piano op. 2 (1997)
- mist... the furthest point für Oboe, Bassklarinette, Piccolotrompete und Kontrabass op. 3 (1997–1998)
- gefährlich dünn für doppeltes Streichquartett (2014)[6]
- Text & Alphabet für Klarinette, Violine und Klavier (2015)
- Neparalēles für Cembalo und Akkordeon (2022)

### Instrument solo
- Flight of the Arrow. Just Heaving in Sight and... far Afar. Monodrama für Violoncello solo op. 1 (1996–1997)
- Madman’s Glove II für Viola solo (2020)
- Madman’s Glove I für Violine solo (2021)

### Vokalmusik
- Herbst. Eingang nach Worten von Rainer Maria Rilke für Mezzosopranm, Bassklarinette (Klarinette) und Klavier (2017–2018)
- Moon nach Worten von Matsuo Basho für Nō-Stimme und Violoncello (2019)